# یارباشی (یوسف‌علی)
یارباشی (به ترکی استانبولی: Yarbaşı) یک منطقهٔ مسکونی در ترکیه است که در یوسف‌علی واقع شده‌است. یارباشی ۱۴۳ نفر جمعیت دارد.